# 476 f.Kr.

## Händelser

### Efter plats

#### Grekland
- Den spartanske kungen Leotychidas flyr till Athena Aleias tempel i Tegea i Arkadien efter att han har dömts till exil. Orsaken är, att han har ta tagit emot mutor från Aleudaiätten, samtidigt som man har bedrivit ett fälttåg mot dem i Thessalien (för deras samarbete med perserna). Efter Leotychidas flykt förstörs hans hus i Sparta och hans sonson Archidamos II efterträder honom på stadens tron.
- Kimon från Aten utökar sin makt på Themistokles bekostnad och fördriver Pausanias och spartanerna från området runt Bosporen. När spartanerna får veta att Pausanias intrigerar med perserna återtar och "disciplinerar" de honom.
- Under Kimons ledarskap fortsätter det attiska sjöförbundet att bekämpa perserna och befria de joniska städerna från persiskt styre. Kimon leder också Atens erövring av Eion vid floden Strymon från perserna.

### Efter ämne

## Avlidna
- Zhou Jing Wang (Ji Gai), kung av den kinesiska Zhoudynastin